# Lüksemburq
Lüksemburq è un comune dell'Azerbaigian situato nel distretto di Samux.